# Urheberrecht in Bibliotheken (Deutschland)
Im Bereich des Urheberrechts in Bibliotheken muss die Grundrechtsverwirklichung von Informations- und Wissenschaftsfreiheit für die Bibliotheksnutzer mit den Interessen von Urhebern (Autoren usw.) in Einklang gebracht werden. Dank des Erschöpfungsgrundsatzes spielt das Urheberrecht für gedruckte Bestände, mit Ausnahme der Bibliothekstantieme, für die analoge Bibliotheksnutzung zwar nur eine untergeordnete Rolle. Für den Bereich von Printmedien regelt das Sacheigentumsrecht viele Rechtsverhalte. Durch die zunehmende Digitalisierung der Inhalte und den Wegfall körperlicher Werkstücke, bilden aber insbesondere die im Urheberrecht garantierten Verwertungsrechte des geistigen Eigentums die rechtlichen Rahmenbedingungen für die Bestandsnutzung digitaler Medien. Gesetzliche Schrankenregelungen ermöglichen Eingriffe in diese Verwertungsrechte und sorgen damit für eine unkomplizierte Nutzung urheberrechtlich geschützter Ressourcen von Bibliotheken.

## Urheberrechtsgrundlagen im Bibliotheksbereich
Im deutschen Urheberrecht, das in Deutschland auch für nicht-deutsche Urheber gilt, sind neben dem Urheberpersönlichkeitsrecht (speziell § 12 UrhG Veröffentlichungsrecht bei der Nutzung von Präsenzbestands) insbesondere die folgenden Verwertungsrechte des Urhebers für Bibliotheken relevant:
- § 16 UrhG Vervielfältigungsrecht (beim Kopieren)
- § 17 UrhG Verbreitungsrecht (bei der Ausleihe)
- § 18 UrhG Ausstellungsrecht (bei Ausstellungen)
- § 19a UrhG Recht der öffentlichen Zugänglichmachung (im Internet)

Trotz vielfältiger bestehender Schrankenregelungen erfahren Bibliotheksnutzer durch das Urheberrecht Einschränkungen bei der Ausübung ihres Grundrechts auf Information. Um diesen Einschränkungen dauerhaft entgegenzuwirken, fördern Bibliotheken die Open-Access-Bewegung, die Möglichkeiten der Zweitveröffentlichung, Creative-Commons-Lizenzen und Open Educational Resources. Unproblematisch in urheberrechtlicher Hinsicht sind außerdem gemeinfreie Werke für die kein Urheberrechtsschutz besteht.

## Veröffentlichung
Im Fall von bei Bibliotheken abgelieferten unveröffentlichten Hochschulschriften muss vor der Benutzung das Recht zur Veröffentlichung eingeholt werden.

## Vervielfältigung / Kopieren und Digitalisieren
In Bibliotheken werden analoge und digitale Vervielfältigungen durch Nutzer und durch die Bibliothek selbst zu unterschiedlichen Zwecken angefertigt.
Nutzer können dabei sowohl privat, als auch im Rahmen von Unterricht, Lehre und Forschung Vervielfältigungen erstellen.

### Privatkopie und Archivkopie nach §53 UrhG
Zum eigenen, nichtkommerziellen Gebrauch darf eine Privatkopie sowohl in Papierform, als auch digital erstellt werden.
Die Privatkopie kann auch im Auftrag durch die Bibliothek erledigt werden. Eine Rechtsberatung durch die Bibliothek ist in keinem Fall verpflichtend. Der Auftraggeber haftet.
Werden die Kopierer und Drucker, mit denen Privatkopien erstellt werden, von Universitäten oder öffentlichen Bibliotheken betrieben, so sind diese zur jährlichen Zahlung einer Pauschalabgabe pro Gerät an die VG Wort verpflichtet.
Eine Kopie zum Zweck der Archivierung und Bestandssicherung darf nur erstellt werden, wenn es sich um ein eigenes Original handelt und das Archiv nicht allgemein zugänglich ist. Eine digitale Archivkopie ist zulässig, die analoge Nutzung des Archivs muss jedoch gegeben sein, d. h., es muss mindestens auch eine analoge Kopie erstellt werden.
Zum „sonstigen“, auch kommerziellen Gebrauch dürfen nur kleine Teile erschienener Werke, einzelne Beiträge aus Zeitschriften und Zeitungen und seit mindestens zwei Jahren vergriffene Werke vervielfältigt werden.

### Unterricht, Lehre und wissenschaftliche Forschung nach §§60a, 60c UrhG
Im nichtkommerziellen Bereich Unterricht und Lehre bzw. wissenschaftliche Forschung dürfen für einen abgegrenzten Personenkreis (Studierende in einem Seminar, Forschergruppe, Prüfer, Reviewer)
- bis zu 15 % eines veröffentlichten Werks,
- einzelne Beiträge aus einer Fachzeitschrift/wissenschaftlichen Zeitung,
- Abbildungen,
- Werke geringen Umfangs und
- vergriffene Werke

vervielfältigt, verbreitet und öffentlich zugänglich gemacht werden. Auftragskopien sind eingeschlossen. Ausgenommen sind Beiträge aus der Tages- und Publikumspresse. Für die eigene wissenschaftliche Forschung dürfen bis zu 75 % eines Werks vervielfältigt werden.

### Kopien für Bibliothekszwecke nach §60e (1) UrhG
Nichtkommerzielle, öffentliche Bibliotheken dürfen Werke aus ihrem Bestand zur Zugänglichmachung, Indexierung, Katalogisierung und zum Bestandserhalt (Sicherungskopie) ein- oder mehrfach digital und analog vervielfältigen (lassen), wobei auch technisch bedingte Änderungen (durch Migration) gestattet sind. Für Kopien zu Bibliothekszwecken muss keine Vergütung entrichtet werden.

## Verbreitung / Ausleihe
Werke, die von ihren Urhebern veräußert wurden, dürfen gemäß Erschöpfungsgrundsatz (§ 17 Abs. 2 UrhG) weiterverbreitet werden. Bibliotheken sind im Ausgleich dazu zur pauschalen Zahlung der Bibliothekstantieme an die Vergütungsgesellschaft VG Wort verpflichtet (§ 27 Abs. 2 und 3 UrhG).
Zum Zweck der Restaurierung dürfen Bibliotheken Vervielfältigungen von Werken aus ihrem Bestand an andere Bibliotheken, an Archive, Museen und Bildungseinrichtungen verbreiten (§ 60e UrhG).
Zum Zweck des Bestandsschutzes dürfen Bibliotheken außerdem restaurierte Werke sowie Vervielfältigungen von Zeitungen und vergriffenen/zerstörten Werken verleihen (§60e UrhG).

### Kopienversand nach §60e (5) UrhG
Die Vervielfältigung und Übermittlung einzelner Fachzeitschriftenaufsätze und Artikel aus wissenschaftlichen Zeitschriften sowie „kleiner Teile“ (bis zu 10 %) erschienener Werke ist gestattet. Für den privaten oder sonstigen eigenen Gebrauch darf nur per Post oder Fax versandt werden. Elektronischer Versand ist nur nichtkommerziell im Rahmen von Forschung und Lehre erlaubt.
Für den Kopienversand ist eine Einzelvergütung nach § 60h UrhG vorgeschrieben.

## Öffentliche Zugänglichmachung / Terminalnutzung nach §60e (4) UrhG
Bibliotheken dürfen Werke aus ihrem Bestand an Terminals in ihren Räumen öffentlich zugänglich machen. An diesen Terminals dürfen sie ihren Nutzern pro Sitzung zu nichtkommerziellen Zwecken die Vervielfältigung von
- bis zu 10 % eines Werks,
- einzelnen Abbildungen,
- Beiträgen aus Fachzeitschriften / wissenschaftlichen Zeitschriften [keine Zeitungen!],
- Werken geringen Umfangs,
- vergriffenen Werken

ermöglichen. Die Terminalnutzung wird pauschal vergütet und die Bibliotheken sind dazu verpflichtet, missbräuchliche Nutzung durch technische Maßnahmen in zumutbarem Rahmen zu verhindern.

## Forschungsdaten, Text und Data Mining
Forschungsdaten gelten nicht als „persönliche geistige Schöpfung“ im Sinne von § 2 Abs. 2 UrhG. Datenbanken werden jedoch in Abs. 6 UrhG urheberrechtlich geschützt.
Die automatisierte Vervielfältigung und Auswertung von Forschungsdaten (Data-Mining) für nichtkommerzielle Zwecke ist gestattet und der daraus entstehende Korpus darf zum Zweck der Qualitätssicherung (Peer-Review) einem begrenzten Personenkreis öffentlich zugänglich gemacht werden. Nach Forschungsabschluss muss die Zugänglichmachung beendet werden. Bibliotheken, Archive, Museen und Bildungseinrichtungen dürfen zu Archivzwecken eine Kopie des Korpus aufbewahren (§ 60d UrhG).

## Sonderfall Tagespresse: Zeitungen und Kioskzeitschriften
Artikel aus Zeitungen und Kioskzeitschriften dürfen nur im Rahmen einer Privatkopie (§ 53 UrhG) oder Ausleihkopie für andere Bibliotheken oder zum Zweck der Restaurierung (§ 60e UrhG) vervielfältigt werden.
Nicht erlaubt sind die für wissenschaftliche Artikel erlaubte Terminalnutzung (§ 60e UrhG), der Kopienversand (§ 60e UrhG) und die wissenschaftliche Nutzung nach § 60c UrhG.